# Ouranopithecus turkae
Ouranopithecus turkae é uma espécie pré-histórica de Ouranopithecus do Mioceno Superior da Turquia.
Isto é conhecido na localidade de Çorakyerler, província de Chanquere, Anatólia central. É conhecido apenas por três fósseis cranianos. Restos faunísticos datados associados aos fósseis de O. turkae foram atribuídos ao final do Mioceno, de 8.7 a 7.4 milhões de anos atrás, tornando o O. turkae um dos mais jovens e grandes primatas eurasianos já conhecidos.
Sevim-Erol et al. (2023) descreveram Anadoluvius turkae, um novo nome, baseado no palato masculino quase completo preservando LI1-M3 e RC-M2 e uma série de parátipos. O holótipo é CO-205, e os parátipos são CO-300 (M2 direita), CO-305 (fragmento mandibular masculino), CO-710 (fragmento mandibular feminino), CO-2100 (I1 direita) e CO-2800 (crânio parcial feminino). O nome do gênero deriva de Anadolu, uma denominação turca que descreve algo que é da Anatólia.

## Etimologia
Ouranopithecus turkae recebeu esse nome devido às suas semelhanças com seu provável táxon irmão Ouranopithecus macedoniensis. O nome da espécie turkae reconhece a descoberta dos fósseis do holótipo na Turquia.

## Habitat
Restos faunísticos associados sugerem que O. turkae vivia em áreas florestais abertas ou em ambientes de savana aberta.

## Dieta
A morfologia e o desgaste dos dentes sugerem uma dieta de alimentos duros e abrasivos, do tipo normalmente encontrado no tipo de ambiente em que O. turkae provavelmente viveu.

## Comportamento
A falta de restos pós-cranianos torna difícil determinar como o O. turkae se comportou. Os fósseis não estavam associados a nenhuma fêmea da espécie, então pode-se sugerir que os machos, pelo menos, eram solitários. Também pode-se supor que o O. turkae subia em árvores, possivelmente para se alimentar ou evitar predação, embora seu grande tamanho corporal possa ter dificultado a escalada. Alguns acreditam que O. turkae provavelmente era um forrageador terrestre e não se alimentava nas árvores.